# ووهیمانیترا
ووهیمانیترا (به لاتین: Vohimanitra) یک منطقهٔ مسکونی در ماداگاسکار است که در Manakara واقع شده‌است. ووهیمانیترا ۶٬۰۰۰ نفر جمعیت دارد و ۲۱۹ متر بالاتر از سطح دریا واقع شده‌است.